# Блерстаун (переписна місцевість, Нью-Джерсі)
Блерстаун (англ. Blairstown) — переписна місцевість (CDP) в США, в окрузі Воррен штату Нью-Джерсі. Населення — 493 особи (2020).

## Географія
Блерстаун розташований за координатами 40°59′15″ пн. ш. 74°57′16″ зх. д. / 40.98750° пн. ш. 74.95444° зх. д. (40.987381, -74.954581).  За даними Бюро перепису населення США в 2010 році переписна місцевість мала площу 1,12 км², з яких 1,10 км² — суходіл та 0,02 км² — водойми. В 2017 році площа становила 1,05 км², з яких 1,03 км² — суходіл та 0,02 км² — водойми.

## Демографія
Згідно з переписом 2010 року, у переписній місцевості мешкало 515 осіб у 201 домогосподарстві у складі 134 родин. Густота населення становила 460 осіб/км².  Було 219 помешкань (195/км²).
Расовий склад населення:
| - 96,9 % — білих - 0,8 % — чорних або афроамериканців - 0,6 % — азіатів - 1,0 % — осіб інших рас |

До двох чи більше рас належало 0,8 %. Частка іспаномовних становила 3,5 % від усіх жителів.
За віковим діапазоном населення розподілялося таким чином: 22,7 % — особи молодші 18 років, 69,1 % — особи у віці 18—64 років, 8,2 % — особи у віці 65 років та старші. Медіана віку мешканця становила 37,6 року. На 100 осіб жіночої статі у переписній місцевості припадало 114,6 чоловіків;  на 100 жінок у віці від 18 років та старших — 109,5 чоловіків також старших 18 років.
Середній дохід на одне домашнє господарство  становив 51 199 доларів США (медіана — 48 650), а середній дохід на одну сім'ю — 54 143 долари (медіана — 49 109). За межею бідності перебувало 5,9 % осіб, у тому числі 0,0 % дітей у віці до 18 років та 5,4 % осіб у віці 65 років та старших.
Цивільне працевлаштоване населення становило 212 особи. Основні галузі зайнятості: мистецтво, розваги та відпочинок — 34,4 %, оптова торгівля — 22,6 %, фінанси, страхування та нерухомість — 22,6 %.